# 참수리
참수리(학명: Haliaeetus pelagicus 할리아이에투스 펠라기쿠스[*])는 수리과에 속한다.

## 개요
몸길이는 약 88-102cm이며 암수가 모두 검은색을 띤다. 암컷이 수컷보다 크다. 부리는 크고 선명한 노란색을 띠며, 꼬리는 흰색으로 볼록하게 길다. 해안·평지·하천·호수·갯벌 등지에 서식한다. 단독 또는 5-10마리가 무리를 지어 살며, 월동기에는 어류·포유류·조류와 동물의 사체를 즐겨 먹는다. 해안의 큰 나뭇가지 위나 암벽에 둥지를 짓고 암컷은 청백색 알을 두 개 낳는다. 한국·일본 오호츠크 해안·사할린 등지에 분포하는데, 대한민국에서는 천연기념물 제243-3호 및 멸종위기 야생생물 Ⅰ급으로 지정하여 보호하고 있다.울음소리는 낮은 음으로 구욱국국국국(구욱 부분에서 욱 부분에서 갑자기 음이 올라갔다 내려온다.)거린다.

## 같이 보기
- 참수리급 고속정